# Libreville
Libreville – stolica i największe miasto Gabonu, położone na północnym zachodzie kraju, nad rzeką Gabon w Afryce Równikowej. Centrum przemysłu i handlu. Liczy ok. 580 tys. mieszkańców (2005 r.).

## Historia
Okolica była początkowo zamieszkana przez plemię Mpongwe długo przed przybyciem Francuzów, którzy nabyli tę ziemię w 1839 roku. Miasto zostało założone w 1843 roku. W 1848 roku zostało nazwane Libreville (z fr. "wolne miasto"). W latach 1934–1946 było głównym portem Francuskiej Afryki Równikowej. Po uzyskaniu w 1960 roku niepodległości mieszkało tutaj 31 000 ludzi. Dzisiaj żyje tu około 40% całej populacji Gabonu.

## Podział miasta
Z północy na południe głównymi dzielnicami miasta są: dzielnica mieszkalna Batterie IV, Quartier Louis, Mont-Bouët i Nombakélé (dzielnica handlowo-usługowa), Glass (pierwsze europejskie osiedle w Gabonie), Oloumi (główna strefa przemysłowa) i Lalala (dzielnica mieszkalna). 
Port miejski i stacja kolei transgabońskiej są położone w Owendo, na południe od głównych obszarów zabudowanych. W głębi lądu i na obszarach podmiejskich są położone biedniejsze dzielnice miasta.

## Transport
Libreville ma też jeden z najlepszych układów infrastrukturalnych na Czarnej Afryce. 11 kilometrów na północ od centrum miasta znajduje się międzynarodowy port lotniczy Libreville.

## Kultura i edukacja
Ciekawymi ośrodkami kulturalnymi w Libreville są: Narodowe Muzeum Sztuki i Tradycji, francuskie centrum kulturalne, katedra St. Marie, udekorowany drewniany kościół St. Michaela, Nkembo, ogród drzewny de Sibang i dwie kulturalne wsie. Główny rynek Libreville leży w Mont-Bouët. W Libreville znajduje się gabońska szkoła administracji i szkoła prawa, a także Uniwersytet Omara Bongo (zał. 1970), różne instytuty badań oraz biblioteka. 

## Przemysł
Miasto jest siedzibą przemysłu stoczniowego, przemysłu piwowarskiego i tartaków. Z miasta jest eksportowane drewno, guma i kakao z głównego portu miasta i z portu w Owendo.

## Miasta partnerskie
- Nicea, Francja